# الشوارمي (ماوية)

تعديل مصدري - تعديل

الشوارمي  هي إحدى قرى مديرية ماوية بمحافظة تعز اليمنية، بلغ تعداد سكانها 567 نسمة حسب التعداد السكاني في اليمن في 2004.